# Русаново (Владимирская область)
Русаново — деревня в Петушинском районе Владимирской области России, входит в состав Нагорного сельского поселения.

## География
Деревня расположена в 24 км на север от города Покров и в 39 км на северо-запад от райцентра города Петушки.

## История
По данным на 1860 год деревня принадлежит княгине Варваре Юрьевне Трубецкой.
В конце XIX — начале XX века деревня входила в состав Фуниково-Горской волости Покровского уезда, с 1926 года — в составе Овчининской волости Александровского уезда. В 1859 году в деревне числилось 15 дворов, в 1905 году — 21 двор, в 1926 году — 22 двора.
С 1929 года деревня входила в состав Ирошниковского сельсовета Киржачского района, с 1945 года — в составе Покровского района, с 1960 года — в составе Петушинского района, с 1962 года — в составе Ивановского сельсовета, с 2005 года — в составе Нагорного сельского поселения.

## Население
| 1859 | 1905 | 1926 | 2002 | 2010 | 2021 |
| ---- | ---- | ---- | ---- | ---- | ---- |
| 100  | ↘93  | ↗95  | ↘0   | ↗3   | ↘1   |